# Кольчугалюминий
Кольчугалюминий — алюминиевый сплав, дюралюминий с добавкой 0,5 % никеля и иным содержанием меди и марганца. Первые образцы кольчугалюминия были получены в 1922 году в городе Кольчугино Владимирской области, по имени которого и был назван сплав.

## История изобретения
В чистом виде алюминий был непригоден к использованию в самолётостроении по причине низких прочностных свойств. Немецкими инженерами был разработан сплав алюминия, сочетающий свойственную алюминию лёгкость и необходимые для авиастроения механические характеристики. Сплав получил название «дюралюминий» («дюраль») по названию города Дюрен, где было налажено его производство. Используя новый сплав, фирма «Юнкерс» построила в 1917 году цельнометаллический свободнонесущий моноплан Ю-7 (Junkers J 7). В СССР задача организации производства алюминиевых полуфабрикатов была поставлена перед специальной Комиссией по металлическому самолётостроению, организованной в ЦАГИ 22 октября 1922 года. Этот день принято считать днём рождения туполевского КБ. В состав комиссии вошли А. Н. Туполев (руководитель), И. И. Сидорин (металлург), Г. А. Озеров (прочнист) и Е. И. Погосский (инженер-пилот). В ведении Комиссии находились два новых отдела ЦАГИ: испытания авиационных материалов и конструкций (ОИАМиК) и авиации, гидроавиации и опытного строительства (АГОС). В распоряжение секции был передан фюзеляж трофейного[прояснить] самолета «Юнкерс» постройки 1918 года. Весь сортамент дюралюминия, входивший в его конструкцию, — лист гладкий, гофрированный, трубы, профили — подвергся лабораторным исследованиям. Помимо выяснения химического состава, были проведены металлографические исследования, определены механические свойства.
Опытные плавки дюралюминия проводились сначала в литейной мастерской МВТУ, а затем на базе Кольчугинского завода по обработке цветных металлов. В ходе работ, к середине 1922 года, был получен сплав, названный кольчугалюминием, по своему качеству не уступающий немецкому дюралюминию. Он отличался от дюралюминия присутствием никеля и иным содержанием меди и марганца. После всесторонних испытаний образцов в лаборатории МВТУ, руководимой  И. И. Сидориным, стало ясно, что отечественный дюралюминий пригоден для использования в самолётостроении.
В 1923 году был налажен выпуск необходимого сортамента, листового, гофрированного и профилированного кольчугалюминия, установлены допуски и технические условия. Разработчиком кольчугалюминия были инженеры-металлурги Ю. Г. Музалевский и С. М. Воронов. Другие источники называют авторами кольчугоалюминия металлургов В. А. Буталова и И. И. Сидорина.
В КБ Туполева совместно с Кольчугинским заводом были разработаны собственные оригинальные методы производства гофра, отличавшиеся от принятых на заводе Юнкерса в Филях, что давало значительную экономию времени.
В 1925 году успешные полёты цельнометаллического экспериментального самолета АНТ-2 (конструкции А. Н. Туполева) показали, что новый материал — кольчугалюминий — весьма перспективен в самолётостроении.
К началу 1930-х годов термин «кольчугалюминий» выходит из употребления и заменяется на «дюралюмин» и «дюралюминовые материалы». В дальнейшем кольчугалюминий с небольшими изменениями химического состава вошёл в число стандартных марок дюралюмина, который до сих пор известен и применяется как дюралюмин Д1.

## Состав и химические свойства
Кольчугалюминий отличается от немецкого дюралюминия присутствием никеля и несколько иным соотношением меди и марганца (медь — 4,5 %, марганец — 0,7 %, никель — 0,3 %, магний — 0,5 %, алюминий — 94 %).
Различались три вида кольчугалюминия: мягкий — отожжённый при температуре 400 °C, закалённый — при температуре 500 °C, и нагартованный.
По полуфабрикатам различался кольчугалюминий листовой, прутковый и проволочный. Не применялся только литой из-за невысокого предела прочности (16—17 кгс/мм², 160—170 МПа) при небольшом удлинении.
Для листов толщиной более 0,3 мм был установлен предел прочности 40 кгс/мм² для 1-го сорта и 38 и 36 кгс/мм² для 2-го и 3-го. Кольчугалюминий по своим качествам не уступал немецкому дюралю в показателях для листов, профилей и труб.
Сортамент кольчугалюминиевых профилей, разработанный комиссией, применялся на протяжении всех 15 лет, пока строились самолёты с гофрированной обшивкой. Основной тип — швеллер с отогнутыми краями (профиль типа А) из листов толщиной до 2 мм. Сортамент их был подобран так, чтобы профили вкладывались один в другой без зазоров. Простые швеллеры почти не применялись, мелкие профили были главным образом Л-образные. Профили типа F применялись только вместе с А, образуя с ним общий закрытый профиль в полках лонжеронов. Профили типов А и Л обычно клепались краями к гофрированной обшивке и работали как скрытые, благодаря чему примерно на 30 % повышалось использование материала в них.
Низкая коррозионная стойкость требовала специальных мер защиты кольчугалюминиевых деталей. «Находясь в зарубежных командировках, А. Н. Туполев внимательно изучал немецкую систему защиты — покрытие деталей лаком и чёрной каменноугольной смолой; английскую — анодирование, канадскую — плакирование. Английский способ защиты, о котором докладывал А. Н. Туполев после своей зарубежной командировки 1929 г., начиная с 1930 г. стал широко внедряться в отечественную самолётостроительную практику».